# Solo (sodavand)
 For alternative betydninger, se Solo. (Se også artikler, som begynder med Solo)
Solo er en norsk sodavand (kulsyreholdig læskedrik) med appelsinsmag. Den ejes af de norske firmaer Ringnes, Oskar Sylte, Aass og Mack.
Sodavanden blev lanceret i 1934 og fik store markedsandele i Norge. Frem til 1960'erne var den Norges mest solgte sodavand med væsentligt større markedsandele end Coca-Cola I 1999 passerede Pepsi Solo i salgsstatistikken. For det meste havde Solo en markedsandel på 25 % i Norge. I 2005 havde Solo en markedsandel på 7 % i Norge.
Både Rene Zellweger, hvis mor er norsk, og Evan Ross, hvis far var den norske bjergbestiger Arne Næss, Jr., er efter eget udsagn glade for Solo.

## Historie
Appelsinsodavanden blev lanceret i 1934, efter at Torleif Gulliksrud tog opskriften med fra Spanien til Tønsberg Bryggeri.
Efter 2. verdenskrig var sukker ofte en mangelvare, og Solo måtte nedjustere sodavandens sukkerindhold. Først i 1952 blev Solo "fuldsukret".
I anledning af virksomhedens 25-års jubilæum blev der udskrevet en konkurrence om, hvor mange flasker Solo der ville blive solgt i juni måned det år. Der blev solgt 8.270.159 stk.
I 1982 blev Solo første gang solgt i glasflasker på en halv liter. Året efter begyndte salget af Silo på karton med et indhold på 0,33 centiliter. I 1987 medvirkede "Reidar" (alias Øivind Blunck) i en reklamefilm for Solo. Honoraret var 150.000 norske kroner. Det skabte store overskrifter, fordi han var ansat i det statsejede NRK.
I 1993 lanceredes halvliters-flasker i plast. Året efter kom den originale etiket tilbage, efter at den var ændret flere gange siden 1934.
Den 1. februar 2010 lancerede Ringnes også Solo Sitron, og den 2. februar 2013 blev Solo Sunset lanceret indeholdende æblejuice fra koncentrat. Samme år sendtes verdens største flaskepost af sted fra Tenerife. Flasken var 9 meter lang, 2,2 meter i diameter og vejede 2,5 ton. Det var ideen, at den, som fandt flasken, ville få én flaske Solo for hver nautisk mil, flasken havde tilbagelagt. Flaskeposten, der bl.a. indeholdt computer- og kameraudstyr til at dokumentere rejsen, blev plyndret af ukendte gerningsmænd efter at have tilbagelagt omkring 4.000 sømil.

## Tapperier
Solo tappes af Ringnes, Oskar Sylte, Aass og Mack, som sammen ejer markedsføringsselskabet A/S Solo der har retten til varemærket. Varemærket bruges i dag på andre produkter end det oprindelige: Solo Super, Solo Pluss og Solrik (uden kulsyre, papboks). Og på en frugtis, som produceres af Hennig-Olsen Is. 

## Næringsindhold
| Indhold            | Mængde (pr. 100 mL) |
| ------------------ | ------------------- |
| Energi             | 171,4 kJ (41 kcal)  |
| Protein            | 0 g                 |
| Kulhydrat (sukker) | 10,3 g              |
| Fedt               | 0 g                 |
| Kostfiber          | 0 g                 |
| Natrium            | 0,004 mg            |